# Vaccinium fuscatum
Myrtille arbustive noire, Bleuet à/en corymbes noir
Espèce
Classification phylogénétique
Vaccinium fuscatum, appelée la myrtille arbustive noire ou le bleuet à corymbes noir, est une espèce de plantes à fleurs de la famille des Ericaceae. Elle est native de l'Amérique du Nord et se retrouve en Ontario et dans l'est des États-Unis. Il se retrouve dans des zones humides comme des tourbières, des pocosins ou des marécages.
Vaccinium fuscatum est un arbuste à feuilles caduques dressées comme Vaccinium corymbosum, mais se distingue de celle-ci par ses tiges et la surface de ses feuilles abaxiales avec des poils de couleur terne et par son fruit de couleur sombre et sans revêtement. Son temps de floraison est aussi plus précoce, ses fleurs florissant au début du printemps. Elle est parfois considérée comme un synonyme du Vaccinium corymbosum.